# Angiotensin I
Angiotensin I ist ein Dekapeptid und ein Prohormon. Es ist ein Bindeglied in dem für die Aufrechterhaltung des Blutdrucks und des Wasserhaushalts zuständigen Renin-Angiotensin-Aldosteron-System (RAAS).

## Struktur
Die Primärstruktur von Angiotensin I besteht aus zehn Aminosäuren (H2N-Asp–Arg–Val–Tyr–Ile–His–Pro–Phe–His–Leu–COOH) mit einer Molekülmasse von 1296,49 Da.

## Wirkmechanismus
Angiotensin I wird im Organismus enzymatisch durch Renin aus Angiotensinogen gebildet. Es ist selbst weitgehend inaktiv. In Gegenwart des Angiotensin Converting Enzyme (ACE) wird Angiotensin I in Angiotensin II gespalten, welches für die blutgefäßkontrahierenden Wirkungen verantwortlich ist. ACE spaltet dabei die beiden C-terminalen Aminosäuren His-Leu-COOH ab, das Dekapeptid Angiotensin I wird dabei in das Oktapeptid Angiotensin II umgewandelt.
Ein weiterer, von Angiotensin I ausgehender Aktivierungsweg wurde erst kürzlich entdeckt. Angiotensin I kann in Gegenwart des Angiotensin Converting Enzyme Typ 2 und weiterer Peptidasen zum Heptapeptid Angiotensin(1-7) gespalten werden, welches mit dem Angiotensin-Rezeptor mas interagiert und ihn aktiviert.

## Geschichte
Angiotensin, ursprünglich Angiotonin bzw. Hypertensin genannt, wurde erstmals 1940 durch I.H. Page beschrieben. Er stellte fest, dass das in der Leber gebildete Angiotensinogen ein Substrat für das der Niere entstammende Enzym Renin ist. Als Resultat einer enzymatischen Umsetzung konnte eine Substanz gefunden werden, die zu einer Vasokonstriktion und einer Blutdrucksteigerung führt. Es benötigte aber noch mehr als ein Jahrzehnt bis durch Leonard T. Skeggs gezeigt werden konnte, dass das Angiotensin ein Gemisch aus mindestens zwei verschiedenen Substanzen ist: dem weitgehend inaktiven Angiotensin I und dem gefäßkontrahierenden Angiotensin II.